# Johann Joachim Becher

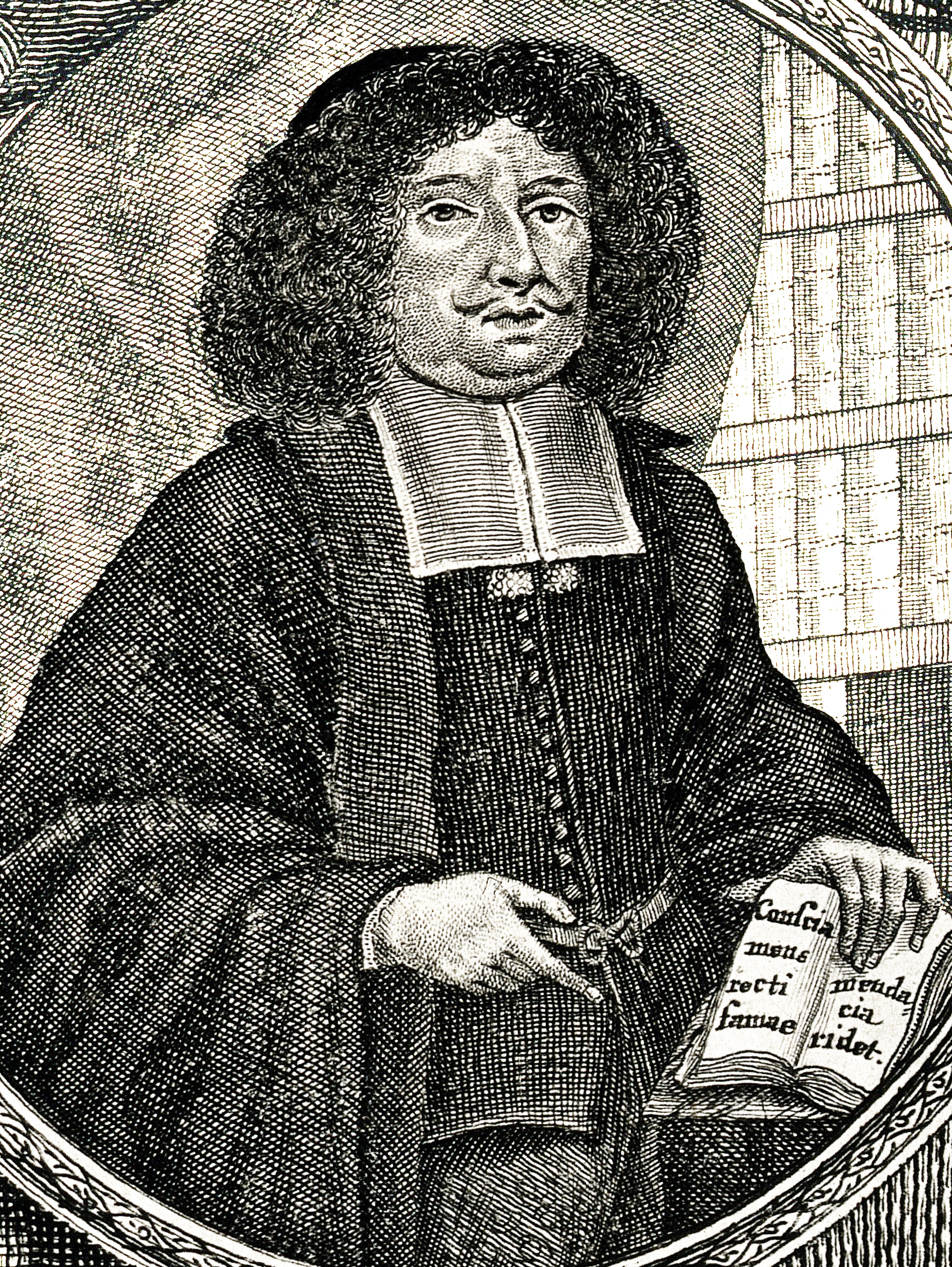
Johann Joachim Becher (Kupferstich von Wolfgang Philipp Kilian aus dem Jahr 1675)

Johann Joachim Becher (* 6. Mai 1635 in Speyer; † Oktober 1682 in London) war ein Gelehrter, Leibarzt, Hochschullehrer, Ökonom und Alchemist. Er gilt als der bei weitem bedeutendste unter den deutschen Merkantilisten.

## Leben
Becher, in Speyer geboren, verbrachte dort seine Jugend und besuchte hier das Retscher-Gymnasium. Sein Vater Joachim Becher († 1643) war ein protestantischer Pastor in Speyer, seine Mutter war Anna Margaretha Gauss aus einer Speyerer Ratsfamilie. Ab 1650 durchreiste er Europa und besuchte dabei Stockholm, Amsterdam und vielleicht Italien. 1657 ließ Becher sich in Mainz nieder und wurde mit nur 25 Jahren und ohne einen medizinischen Studienabschluss im modernen Sinn am 28. Juni 1660 von Kurfürst und Erzbischof Johann Philipp von Schönborn als Autodidakt zum kurfürstlichen Leibarzt und Hofmathematiker ernannt. Am 17. September 1660 wurde er an der Medizinischen Fakultät der Universität Mainz als candidatus medicinae immatrikuliert und im Folgejahr zum Doktorexamen zugelassen. Die öffentliche Disputation fand am 19. September 1661 unter dem Vorsitz von Ludwig von Hörnigk statt, und am 28. November 1661 erfolgte seine Aufnahme in die Medizinische Fakultät, aus der er bereits am 4. Januar 1664 wieder ausschied.
Becher trat zur römisch-katholischen Kirche über, bevor er die Tochter von Hörnigks, Maria Veronika, am 13. Juni 1662 heiratete. Sein Schwiegervater übertrug ihm im April 1663 das Amt des Professor publicus et ordinarius an der Medizinischen Fakultät. Titel seiner Antrittsvorlesung war Über die Wirklichkeit des Lapis philosophorum oder Stein der Weisen.
Becher beriet Johann Philipp von Schönborn auch in wirtschaftlichen Fragen und entwarf in seinem Auftrag eine Polizeiordnung für das Kurfürstentum Mainz, die zwar nicht realisiert wurde, spätere Verordnungen aber beeinflussen sollte. Zu seinen weiteren Leistungen zählen Pläne für Schleusen, die beim Bau des Rhein-Donau-Kanals verwendet werden sollten. 1664 stand er kurzzeitig in den Diensten des Kurfürsten Karl I. Ludwig von der Pfalz in Mannheim. 1664–1670 befand er sich als Arzt und Mathematiker am Hof des bayerischen Kurfürsten Ferdinand Maria und wurde von dort aus ab 1668 auch als bayerischer Beauftragter am Kaiserhof in Wien tätig. In dieser Zeit entstand sein ökonomisches Hauptwerk Politischer Discurs, das mehrere Auflagen erfuhr und auch noch mehr als 100 Jahre nach seinem ersten Erscheinen neu aufgelegt wurde.
Für kurze Zeit war er ab 1669 als Berater des Hanauer Grafen Friedrich Casimir tätig, der eine Wirtschaftspolitik im Sinne von Becher betrieb. Becher erhielt den Auftrag, eine Kolonie Hanauisch-Indien in Südamerika, im Bereich des heutigen Guyana, zu gründen. Dieses Projekt, das die finanziellen Möglichkeiten der durch den Dreißigjährigen Krieg danieder liegenden Grafschaft Hanau bei weitem überschritt, und der wirtschaftliche Bankrott, dem sich die Grafschaft rasant näherte, führten noch im selben Jahr zu einem Staatsstreich der Familie gegen Graf Friedrich Casimir und zur Entlassung von Johann Joachim Becher. Er wandte sich erneut nach München, wo er noch im gleichen Jahr auf Kosten der bayerischen Regierung ein großes alchemistisches Laboratorium eröffnete.
1670 wechselte Becher in den Dienst Kaiser Leopold I. Er übte einen starken Einfluss auf dessen Wirtschafts-, Handels- und Beschäftigungspolitik aus. Der Kaiser ernannte ihn zum Hofrat und Mitglied des Kommerzkollegiums. Er entwarf Pläne zu Manufakturen und schlug die Errichtung einer österreichisch-indischen Handelsgesellschaft vor. Im Jahr 1675 versuchte er vergeblich, Neu-Amsterdam (das heutige New York City) für das Kurfürstentum Bayern zu erwerben. Seit 1676 war er in Würzburg, Haarlem (1677–1679) und dann in London tätig, wo er sich mit großen Bergwerksunternehmen beschäftigte. In Holland wollte er aus dem Meeressand Gold gewinnen. 1678 war er in Hamburg bei Hennig Brand. Gottfried Wilhelm Leibniz verhinderte, dass er nach Hannover berufen wurde. Noch im gleichen Jahr 1678 reiste er nach England und Schottland. In Schottland besuchte er Minen auf Wunsch des Prinzen Ruprecht von der Pfalz, Duke of Cumberland. Später reiste er zum gleichen Zwecke nach Cornwall, wo er ein Jahr lang lebte. Zu Beginn des Jahres 1680 präsentierte er der Royal Society einen Text, in dem er versuchte, der Erfindung der Pendeluhr aus dem Jahre 1657 durch Christiaan Huygens zur Zeitmessung zu widersprechen. 1681 erhielt er in England ein Patent auf die Herstellung des Steinkohleteers, mit dem Schiffe konserviert wurden. Im Oktober 1682 starb er in London und wurde in der Kirche St. Martin-in-the-Fields begraben. Nicht weit davon fand einige Jahre später Robert Boyle seine letzte Ruhe. Seine erste ausführliche Biographie veröffentlichte Urban Gottfried Bucher 1722.
Becher war ab 1662 mit Maria Veronika von Hörnigk (* 1642), Tochter des Mainzer Dekans Ludwig von Hörnigk, verheiratet. Seine ökonomischen Vorstellungen beeinflussten auch seinen Schwager Philip Wilhelm von Hörnigk. So arbeitete er ab dem Jahre 1673 gemeinsam mit ihm in Wien an den Handelsstatistiken über die österreichischen und böhmischen Erblande.

## Alchemie und Chemie
Becher war eine „schillernde Persönlichkeit“ in der Zeit des Übergangs von der Alchemie zur modernen Chemie. Er untersuchte die Natur des Verbrennungsprozesses und nahm an, dass beim Verbrennen von Stoffen eine „terra pinguis“ freigesetzt würde. Nach Bechers Auffassung waren Luft, Wasser und Erde die eigentlichen Elementarprinzipien. Die Erde selbst teilte er nochmals in eine terra fluida oder merkuralische Erde, die den Stoffen Flüssigkeit, Feinheit, Flüchtigkeit und metallische Eigenschaften verleihe; eine terra pinguis oder fettige Erde, die der öligen Flüssigkeit der Alchemisten entspricht, die den Substanzen ölige, schweflige und brennbare Eigenschaft verleihe; und eine terra lapidea oder glasartige Erde, die für das Prinzip der Schmelzbarkeit stünde. Die terra fluida bezeichnete er auch als phlogistos. Dieser Terminus war an sich nicht neu und wurde auch von anderen, etwa Nicolaus Niger Hapelius (1559–1622), Daniel Sennert und letztlich schon bei Aristoteles – hier für „brennbar“ – in ähnlichem Sinnzusammenhang verwendet. 1669 entdeckte Becher die Bildung des ersten Vertreters der Alkene, des Ethens (als gaz oléfiant, später auch Äthylen genannt) durch Einwirkung von Schwefelsäure auf Ethanol.
Es war das Modell der drei Erden mit den daraus formulierten Sätzen, das Georg Ernst Stahl (1659–1734) zur Ausbildung der (seit Lavoisier überholten) Phlogistontheorie nutzte.
In seiner Wiener Zeit entwickelte Becher ein Verfahren zum Goldmachen. Mit Hilfe der Zugabe von Silber und anderen geheimen Zutaten zum Schwemmsand des Wiener Beckens gelang ihm scheinbar die Transmutation in Gold. Sein „Immerwährendes Sandbergwerk“ fand aber keine Geldgeber. Erst um 1934 wurde wieder versucht, die Goldsande großtechnisch auszubeuten. Die Tragik liegt bei ihm (und anderen erfolgreichen Goldmachern) darin, dass sie nicht erkannten, dass das Gold schon fein verteilt im Sand enthalten und nicht durch ein alchemistisches Verfahren entstanden war.

## Werkhaus-Projekt
Das Werkhaus war ein Technologieprojekt, welches 1666 von Johann Joachim Becher konzipiert wurde und als ein erster Prototyp auf dem Tabor bei Wien gebaut werden konnte. Es war ein Zusammenschluss verschiedener Produktions- und Lehrstätten, die untereinander kooperierten. Das Ziel des Projekts war die Förderung der inländischen Produktion und die Beschäftigung von Arbeitslosen. Das Projekt scheiterte letztendlich an selbstsüchtigen Eigeninteressen Einzelner. Außerdem brannte im Türkenkrieg 1683 das Werkhaus ab und es wurde nicht wieder aufgebaut.
Die habsburgische Monarchie befand sich im 17. Jahrhundert wirtschaftlich und finanziell in einer schlechten Lage.
Aufgrund dessen berief Johann Joachim Becher im Auftrag Kaiser Leopolds I. das "Kommerz-Kollegium zur Förderung des Handels" ein. Dieses stützte sich auf das merkantilistische System und auf dessen drei Hauptpfeiler:
1. Förderung der Inlandsproduktion
2. Förderung des Binnenhandels
3. Außenhandelsüberschuss

Bechers Hauptaugenmerk lag auf dem ersten Punkt und so entstand das Projekt Werkhaus.
Das Werkhausprojekt förderte die Produktion, indem es
1. Arbeitsplätze schaffte
2. Handwerker auf den neusten Stand der Technik brachte
3. eine staatliche Manufaktur bildete
4. die Ausbildung verbesserte.

Das Werkhaus beinhaltete ein großes chemisches Laboratorium, eine Werkstatt zur Erzeugung von Majolikgeschirr, eine Apotheke, eine Werkstatt zur Herstellung von Hausgeräten, eine Wollmanufaktur, eine Seidenmanufaktur, einen Brunnen zur Salpeterherstellung und einen Teich, welcher der Energiegewinnung dienen sollte. Gleichzeitig sollte das Werkhaus als eine Lehrwerkstätte für alle inländischen Gewerbetreiber dienen und auch eine Lehranstalt für Landeskinder sein. Nach Beendigung des Dreißigjährigen Krieges lebte nur noch ca. ein Drittel der deutschen Bevölkerung, weswegen Becher ausländische Arbeiter aus Holland, England und Italien anheuerte, die neue Verfahren einführten. Das Projekt sollte auch eine soziale Zufriedenheit innerhalb des Volkes hervorrufen, da es zu dieser Zeit viele Arbeitslose gab. Jedoch wurde das Projekt nach nur fünf Jahren gestoppt, weil verschiedene Stände nur die negativen Auswirkungen des Projektes für sich selbst sahen. So sahen beispielsweise die Zünfte ihre Monopolstellung gefährdet und intrigierten gegen Bechers Werkhaus.
Durch die Zerstörung des Werkhauses im Türkenkrieg 1683, ein Jahr nach Bechers Tod, fand Bechers Vision in Wien ein Ende.
Ansätze von Bechers Idee werden heute noch in Kibbuzen umgesetzt und in den dualen Ausbildungssystemen.

## Universalgelehrter
Auf den Reisen des Universalgelehrten und an seinen unterschiedlichsten Aufenthaltsorten entstanden eine Vielzahl von Büchern, die sein weites Interessenspektrum widerspiegeln; ein konstanter Schwerpunkt aber lag bei seinen chemisch-alchemistischen und ökonomischen Werken. Sein Entwurf einer numerisch repräsentierten Interlingua-Sprache gilt als Vorläufer der modernen Idee einer maschinellen Übersetzung. Er beschrieb 1683 auch ein durch Wärme bewegtes Aufzugssystem für Uhren (fast) nach Art des Perpetuum mobile sowie ein weiteres System, das das Regenwasser vom Dach seines Hauses verwendete. Becher warb auch – hier wieder ganz praktisch – für die Einführung des Kartoffelanbaues in Deutschland.
Seine volkswirtschaftlichen Schriften werden von Eli F. Heckscher mit Adam Smiths Wealth of Nations verglichen: Bei Merkantilismus wie Liberalismus steht der Reichtum im Mittelpunkt des wirtschaftspolitischen Strebens; dem Merkantilismus geht es aber primär um eine Zusammenfassung der Kräfte gegenüber mittelalterlichem Partikularismen durch eine Stärkung der Staatsmacht (der damaligen Territorialherren).

## Werke

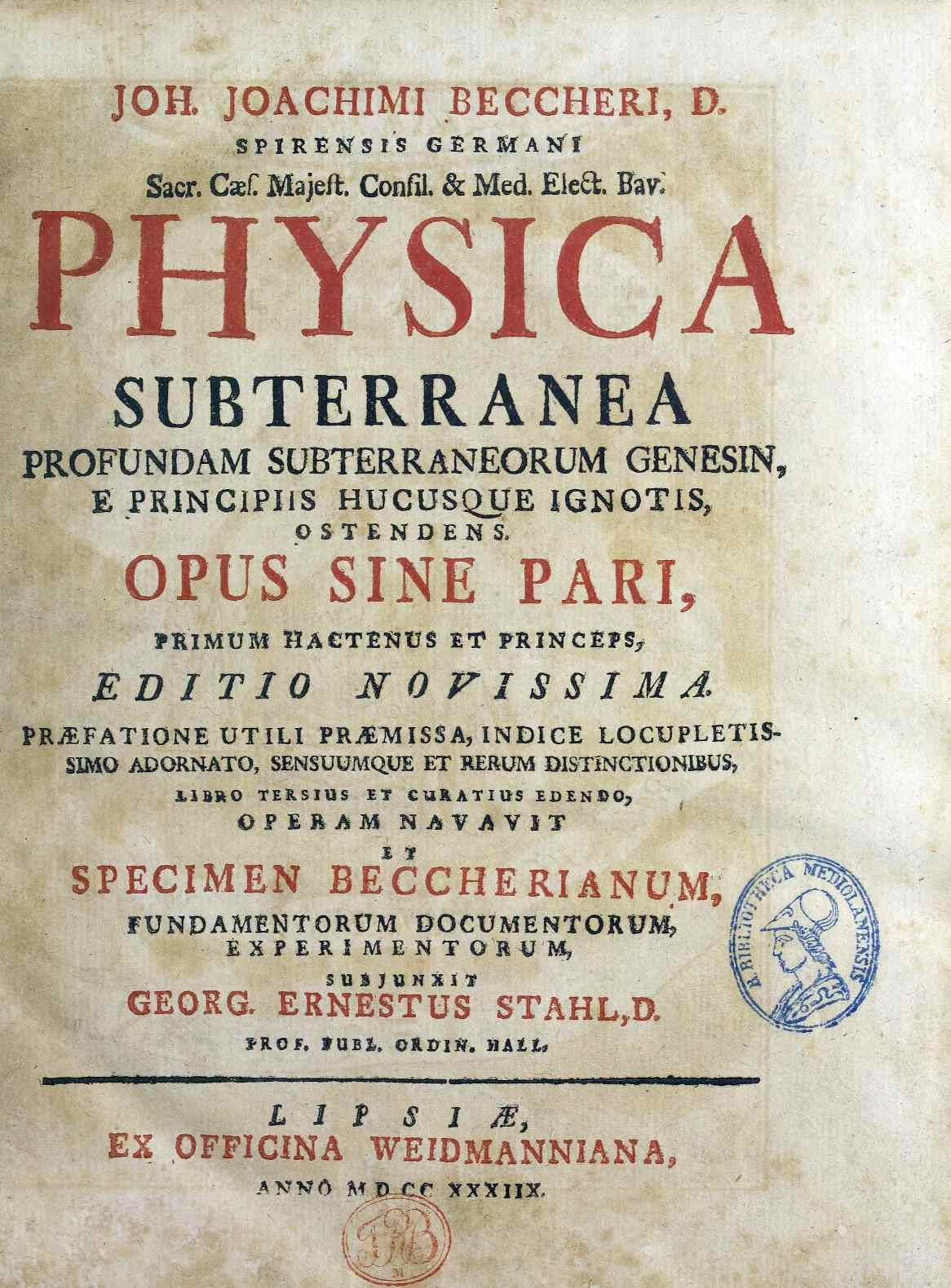
Physica subterranea, 1738

- Character, pro notitia linguarum universali. Inventum steganographicum hactenus inauditum quo quilibet suam legendo vernaculam diversas imò omnes linguas, unius etiam diei informatione, explicare ac intelligere potest. Ammonius & Serlinus, Frankfurt 1661 (Digitalisat).
- Institutiones chymicae seu Manuductio ad philosophiam hermeticam. Mainz 1662.
- Parnassus Medicinalis illustratus. Oder: Ein neues / und dergestalt / vormahln noch nie gesehenes Thier-Kräuter- und Berg-Buch Sampt der Salernischen Schul. Alles in Hoch-Teutscher Sprach / sowol in Ligata als Prosa, lustig und außführlich in Vier Theilen beschrieben und mit Zwölffhundert Figuren gezieret. Görlins, Ulm 1663 (Digitalisat, Theil 2).
- Politischer Discurs: Von den eigentlichen Ursachen deß Auf- und Ablebens der Städt, Länder und Republicken. Zunner, Frankfurt 1668 (Digitalisat und Volltext im Deutschen Textarchiv).
- Gründlicher Bericht von der Beschaffenheit und Eigenschafft/ Cultivirung und Bewohnung/ Privilegien und Beneficien deß in America zwischen dem Rio Orinoque und Rio de las Amazones an der vesten Küst in der Landschafft Guiana gelegenen/ […] strich Landes/ welchen die edle privilegirte West-Indische Compagnie der vereinigten Niederlanden/ […] an den […] Herrn Friederich Casimir/ Grafen zu Hanaw […] den 18. Julii 1669 cedirt und überlassen hat. Kuchenbecker, Frankfurt 1669 (Digitalisat); Serlin, Frankfurt 1669 (Digitalisat), auch Serlin, Frankfurt 1607 [=1669] (Digitalisat).
- Actorum Laboratorii Chymici Monacensis, seu Physicae subterraneae. 2 Teile. Frankfurt 1669.[23]
- Methodus didactica, Das ist: Gründlicher Beweiß/ daß die Weg und Mittel/ welche die Schulen bißhero ins gemein gebraucht/ die Jugend zu Erlernung der Sprachen/ insonderheit der Lateinischen zuführen/ nicht gewiß/ noch sicher seyen/ sondern den Reguln vnd Natur der rechten Lehr/ und Lern-Kunst schnurstracks entgegen lauffen/ derentwegen nicht allein langweilig/ sondern gemeiniglich vnfruchtbar/ vnd vergeblich ablauffen. Ammon, Frankfurt 1668 (Digitalisat); 2. Ausg. Zunner, Frankfurt 1674 (Digitalisat).
- Discurs Von den eigentlichen Ursachen deß Glücks und Unglücks, allwo gleichsam auff einer Wagschal Alle und jede menschliche Actiones auf der gantzen Welt so zum Guten und Bösen gericht ohnpartheyisch erwogen werden. Zunner, Frankfurt am Main 1669. (Digitalisat)
- Epistolae chymicae. Amsterdam 1673.
- Supplementum secundum in physicam subterraneam. Demonstratio philosophica seu Theses chymicae, veritatem & possibilitatem transmutationis metallorum in aurum evincentes. Zunner, Frankfurt 1675 (Digitalisat).
- Psychosophia, Das ist/ Seelen-Weißheit. Scheippel, Güstrow 1678 (Digitalisat); 2. Ausg. Schiele, Frankfurt 1683 (Digitalisat); 2. Ausg. (sic) Liebezeit, Hamburg 1705 (Digitalisat); 3. Ausg. Liebezeit, Hamburg 1707 (Digitalisat); 4. Ausg. Hamburg 1725.
- Trifolium Becherianum Hollandicum Oder Der Römisch-Kayserlichen Mayestät Kammer- und Commercien-Raths Dr. Joh. Joachim Bechers Drey Neue Erfindungen : Bestehende in einer Seiden-Wasser-Mühle und Schmeltz-Werke ... ; Auß der Niederländischen in die Hochteutsche Sprach übersezzet. Zunner, Frankfurt, Main 1679 (Digitalisat).
- Chymisches Laboratorium oder Untererdische Naturkündigung. 2 Bde., Haaß, Frankfurt am Main 1680 (Digitalisat); Nachdruck Olms 2012.
- Oedipus chymicus, oder Chymischer Rätseldeuter, worinnen Derer verdunckelten Chymischen Wortsätze Urhebungen und Geheimnissen offenbahret und aufgelöset werden. Allen der Artzney und Chymiae-Kunst Beflissenen gar nützlich und nothwendig zu lesen. Auf Begehren, und mit sonderbarem Fleiß aus dem Lateinischen ins Teutsch übersetzet. Frankfurt 1680 (Digitalisat).
- Chymischer Glückshafen oder Große Chymische Konkordanz. Frankfurt 1682.
- Närrische Weißheit Und Weise Narrheit: Oder Ein Hundert so Politische alß Physicalische Mechanische und Mercantilische Concepten und Propositionen. Frankfurt, 1682 (Digitalisat und Volltext im Deutschen Textarchiv).
- Chymisches Laboratorium, oder unter-erdische Naturkündigung. Fievet, Frankfurt 1690 (Digitalisat).
- Aphorismen. Hg. v. Carl Böhret: Anregungen und Sentenzen des Polyhistors aus Speyer (1635–1682). In: Schriftenreihe der Johann-Joachim-Becher-Gesellschaft zu Speyer e. V. Speyer 2005. ISSN 1430-8193

1685 erschien unter dem Namen Johann Joachim Bechers ein Werk der Hausväterliteratur, das aber in Wirklichkeit von einem Autor namens Sturm verfasst wurde.
- Kluger Hausvater, verständige Hausmutter, volkommener Land-Medicus, wie auch wohlerfahrener Roß- und Viehe-Arzt nebenst einem deutlichen und gewissen Handgriff, die Haushaltungskunst innerhalb 24. Stunden zu erlernen, […] 1685. Weitere Auflage: Leipzig 1747, reprogr. Neudr. o.O.u.J. [Leipzig].